# Hagens Berman-Supermint
El Hagens Berman-Supermint (codi UCI: HBS) és un equip ciclista femení estatunidenc. Creat al 2016, té categoria UCI Women's Team. És el successor de l'antic BMW-Happy Tooth Dental.

## Classificacions UCI
Aquesta taula mostra la plaça de l'equip a la classificació de la Unió Ciclista Internacional a final de temporada i també la millor ciclista en la classificació individual de cada temporada.
| Temporada | Classificació per equips | Millor ciclista en la classificació individual |
| --------- | ------------------------ | ---------------------------------------------- |
| 2016      | 32è                      | Ievhènia Vissotska (134a)                      |
| 2017      | 30è                      | Lizzie Williams (100a)                         |

A partir del 2016, l'UCI Women's WorldTour va substituir la Copa del món
| Temporada | Classificació per equips | Millor ciclista en la classificació individual |
| --------- | ------------------------ | ---------------------------------------------- |
| 2016      | 23è                      | Ievhènia Vissotska (101a)                      |
| 2017      | 28è                      | Lizzie Williams (103a)                         |

## Composició de l'equip
| \| Llista de l'equip 2016 \| Llista de l'equip 2016 \| Llista de l'equip 2016 \| Llista de l'equip 2016 \| \| Ciclista \| Data de naixement \| Equip previ \| \| \| ----------------------------------------- \| ---------------------- \| ------------------------------------ \| ---------------------- \| \| Megan Alderete \| 21 de març de 1984 \| \| \| \| Ivy Audrain \| 8 de maig de 1988 \| \| \| \| Lindsay Bayer \| 31 de octubre de 1984 \| BMW p/b Happy Tooth Dental (2015) \| \| \| Carmela Cipriani \| 11 de novembre de 1996 \| \| \| \| Julie Kuliecza \| 4 de novembre de 1980 \| Pepper Palace-The Happy Tooth (2015) \| \| \| Alessandra Lari \| 25 de abril de 1985 \| SC Michela Fanini Rox (2015) \| \| \| Scotti Lechuga \| 7 de gener de 1983 \| UnitedHealthcare (2015) \| \| \| Allison Linnell \| 2 de maig de 1990 \| Aromitalia Vaiano (2015) \| \| \| Sophie Mackay (6 de juny–31 de des) \| 22 de abril de 1985 \| \| \| \| Daniela Magnetto \| 23 de febrer de 1996 \| \| \| \| Liza Rachetto \| 30 de gener de 1974 \| BMW p/b Happy Tooth Dental (2015) \| \| \| Shoshauna Routley \| 20 de octubre de 1986 \| BMW p/b Happy Tooth Dental (2015) \| \| \| Basei Marzia Salton \| 7 de juliol de 1997 \| \| \| \| Jessica Uebelhart \| 16 de octubre de 1990 \| BMW p/b Happy Tooth Dental (2015) \| \| \| Ielena Utróbina \| 1 de gener de 1985 \| Bizkaia-Durango (2015) \| \| \| Ievhènia Vissotska (18 de juny–31 de des) \| 11 de desembre de 1975 \| Servetto Footon (2015) \| \| \| Eri Yonamine (22 de abr–11 de ago) \| 25 de abril de 1991 \| \| \| \| \| \| \| \| \| Font: UCI \| \| \| \| |                        |                                      |  |
| Llista de l'equip 2016 |                        |                                      |  |
| Ciclista | Data de naixement      | Equip previ                          |  |
| Megan Alderete | 21 de març de 1984     |                                      |  |
| Ivy Audrain | 8 de maig de 1988      |                                      |  |
| Lindsay Bayer | 31 de octubre de 1984  | BMW p/b Happy Tooth Dental (2015)    |  |
| Carmela Cipriani | 11 de novembre de 1996 |                                      |  |
| Julie Kuliecza | 4 de novembre de 1980  | Pepper Palace-The Happy Tooth (2015) |  |
| Alessandra Lari | 25 de abril de 1985    | SC Michela Fanini Rox (2015)         |  |
| Scotti Lechuga | 7 de gener de 1983     | UnitedHealthcare (2015)              |  |
| Allison Linnell | 2 de maig de 1990      | Aromitalia Vaiano (2015)             |  |
| Sophie Mackay (6 de juny–31 de des) | 22 de abril de 1985    |                                      |  |
| Daniela Magnetto | 23 de febrer de 1996   |                                      |  |
| Liza Rachetto | 30 de gener de 1974    | BMW p/b Happy Tooth Dental (2015)    |  |
| Shoshauna Routley | 20 de octubre de 1986  | BMW p/b Happy Tooth Dental (2015)    |  |
| Basei Marzia Salton | 7 de juliol de 1997    |                                      |  |
| Jessica Uebelhart | 16 de octubre de 1990  | BMW p/b Happy Tooth Dental (2015)    |  |
| Ielena Utróbina | 1 de gener de 1985     | Bizkaia-Durango (2015)               |  |
| Ievhènia Vissotska (18 de juny–31 de des) | 11 de desembre de 1975 | Servetto Footon (2015)               |  |
| Eri Yonamine (22 de abr–11 de ago) | 25 de abril de 1991    |                                      |  |
| |                        |                                      |  |
| Font: UCI |                        |                                      |  |

| \| Llista de l'equip 2017 \| Llista de l'equip 2017 \| Llista de l'equip 2017 \| Llista de l'equip 2017 \| \| Ciclista \| Data de naixement \| Equip previ \| \| \| -------------------------------- \| ---------------------- \| ----------------------------------------- \| ---------------------- \| \| Megan Alderete \| 21 de març de 1984 \| \| \| \| Ivy Audrain \| 8 de maig de 1988 \| \| \| \| Lindsay Bayer \| 31 de octubre de 1984 \| BMW p/b Happy Tooth Dental (2015) \| \| \| Jessica Cerra \| 1 de maig de 1982 \| Twenty16-Ridebiker (2016) \| \| \| Julie Kuliecza \| 4 de novembre de 1980 \| Pepper Palace-The Happy Tooth (2015) \| \| \| Scotti Lechuga \| 7 de gener de 1983 \| UnitedHealthcare (2015) \| \| \| Peta Mullens \| 8 de març de 1988 \| Wiggle High5 (2016) \| \| \| Beth Ann Orton \| 15 de agost de 1981 \| Visit Dallas DNA (2016) \| \| \| Liza Rachetto \| 30 de gener de 1974 \| BMW p/b Happy Tooth Dental (2015) \| \| \| Starla Teddergreen \| 11 de desembre de 1979 \| Fearless Femme-Haute Wheels Racing (2015) \| \| \| Lizzie Williams \| 15 de agost de 1983 \| Orica-AIS (2016) \| \| \| Tarah Cole (19 de jul–31 de des) \| 15 de novembre de 1989 \| \| \| \| \| \| \| \| \| Font: UCI \| \| \| \| |                        |                                           |  |
| Llista de l'equip 2017 |                        |                                           |  |
| Ciclista | Data de naixement      | Equip previ                               |  |
| Megan Alderete | 21 de març de 1984     |                                           |  |
| Ivy Audrain | 8 de maig de 1988      |                                           |  |
| Lindsay Bayer | 31 de octubre de 1984  | BMW p/b Happy Tooth Dental (2015)         |  |
| Jessica Cerra | 1 de maig de 1982      | Twenty16-Ridebiker (2016)                 |  |
| Julie Kuliecza | 4 de novembre de 1980  | Pepper Palace-The Happy Tooth (2015)      |  |
| Scotti Lechuga | 7 de gener de 1983     | UnitedHealthcare (2015)                   |  |
| Peta Mullens | 8 de març de 1988      | Wiggle High5 (2016)                       |  |
| Beth Ann Orton | 15 de agost de 1981    | Visit Dallas DNA (2016)                   |  |
| Liza Rachetto | 30 de gener de 1974    | BMW p/b Happy Tooth Dental (2015)         |  |
| Starla Teddergreen | 11 de desembre de 1979 | Fearless Femme-Haute Wheels Racing (2015) |  |
| Lizzie Williams | 15 de agost de 1983    | Orica-AIS (2016)                          |  |
| Tarah Cole (19 de jul–31 de des) | 15 de novembre de 1989 |                                           |  |
| |                        |                                           |  |
| Font: UCI |                        |                                           |  |